# ハンサー
アル＝ハンサー（アラビア語: الخنساء, ラテン文字転写: al-Khansāʾ, 575年 – 646年）はアラビア半島の詩人。本名はTumāḍir bint ʻAmr。アラビア語文芸において、初期の重要な女性詩人である。

## 略歴
ハンサーはイスラーム以前のジャーヒリーヤ時代にアラビア半島北部のムダル族に生まれた。砂漠で暮らすベドウィンは、周囲の変化によって自らも価値観の変化を求められるようになり、多くの詩人が生まれた時代でもあった。ハンサーは父・母・兄弟ともに詩人の家庭に育ち、恋人や娘も詩人だった。美しく鼻に特徴があり、あだ名として「鷲鼻の女」（ハンサー）と呼ばれた

## 作品・影響

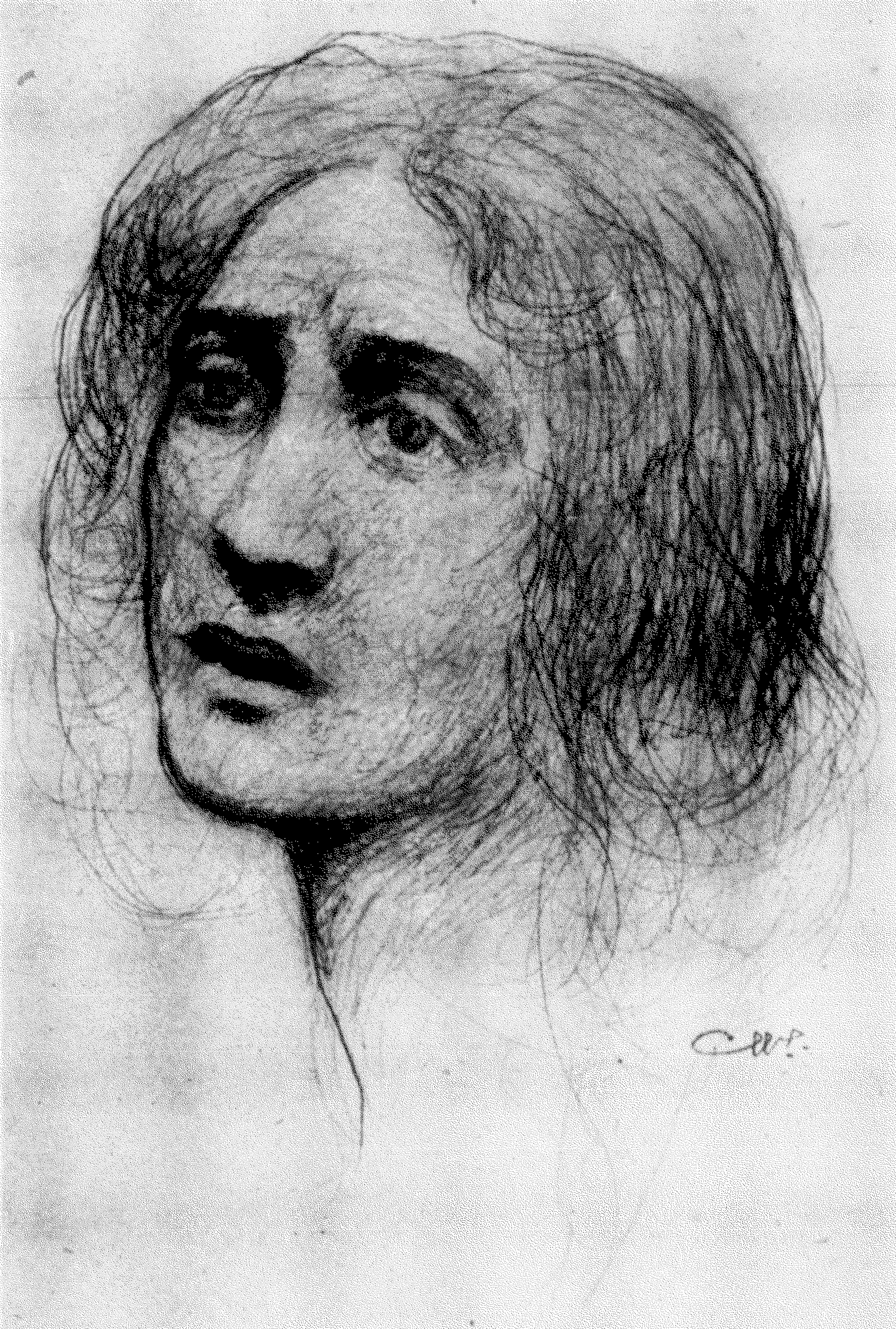
ハリール・ジブラーンによるハンサーの肖像画。ジブラーンのエッセイ集『驚異と奇譚』に収録されたスケッチ。

アラビア語詩において、ハンサーは悲歌（リサー）を完成したとされている。ハンサーは抒情詩人として活動を始めたが、諸部族は互いに紛争や略奪を行なっており、ムアーウィヤ（Mu’āwiya）とサフル（Sakhr）という二人の兄を失う。彼女は兄の死を嘆くとともに、復讐を誓う詩を詠むようになる。こうしてハンサーは悲歌によって名を馳せ、アブー・タンマームが編纂した『武勇詩集』にも作品が収録された。
ベドウィンは、戦いの一環として詩による誹謗の応酬も繰り広げた。平時にも詩の対決はあり、諸部族が交易で集まる市場が対決の舞台になった。メッカ郊外にあるウカーズの市場は有名であり、ハンサーも詩の対決に参加し、勝利している。やがてイスラームによってジャーヒリーヤ時代の風習が消えると、女性が社会の前面に出る機会が減り、女性による文芸の記録も減っていった。
イスラーム学者のグスタフ・E・フォン・グルーネバウムは、西欧で初めて論じられたアラブ詩人の一人がハンサーであると語った。死に対するハンサーの作風は、現代パレスチナのジャユースィーやファドワ・トゥカーンにも通じるものがあるともいわれる。